# Grande Prêmio da Austrália de 1999
Resultados do Grande Prêmio da Austrália de Fórmula 1 (formalmente LXIV Qantas Australian Grand Prix) realizado em Melbourne em 7 de março de 1999. Foi a etapa de abertura daquela temporada e nela o britânico Eddie Irvine, da Ferrari, conseguiu a primeira vitória de sua carreira.

## Resumo
Eddie Irvine (Ferrari) foi o vencedor da etapa (a primeira na carreira), seguido pelos alemães Heinz-Harald Frentzen (Jordan-Mugen/Honda) e Ralf Schumacher (Williams-Supertec). Entre os novatos, a melhor posição foi do espanhol Pedro de La Rosa (Arrows), que chegou em 6º e marcou seu primeiro ponto na categoria.
- Estreias de Marc Gené, Pedro de La Rosa (que marcou seu primeiro ponto nesta corrida) e Ricardo Zonta.[4]
- Reestreias de Luca Badoer e Alessandro Zanardi; o primeiro, que disputou a F-1 entre 1993, 1995-1996, era piloto de testes da Ferrari e foi emprestado à Minardi. Já Zanardi, cuja última participação na categoria foi em 1994, foi bicampeão da CART (futura Champ Car) em 1997 e 1998 e assinou com a Williams para substituir Jacques Villeneuve. Ele, que não pontuou, saiu da Fórmula 1 após o GP do Japão.
- Primeira corrida da BAR (British American Racing), equipe surgida da compra da Tyrrell pela indústria tabagista British American Tobacco - que montou um esquema de cores diferente para expor suas marcas: metade vermelho e branco, para a marca Lucky Strike, e metade azul, para a marca 555. A BAR pretendia alinhar um carro de cada cor/marca, porém a FIA não autorizou.
- Primeira corrida da fornecedora de motores Supertec, utilizando propulsores da Renault reprojetados.
- Primeira vitória de Eddie Irvine.
- Em sua estreia na Stewart, Johnny Herbert não conseguiu correr por causa de um incêndio antes da largada.

## Classificação da prova
| Pos    | Nº | Piloto                | Equipe             | Voltas | Tempo           | Grid | Pontos |
| ------ | -- | --------------------- | ------------------ | ------ | --------------- | ---- | ------ |
| 1      | 4  | Eddie Irvine          | Ferrari            | 57     | 1:35:01.659     | 6    | 10     |
| 2      | 8  | Heinz-Harald Frentzen | Jordan-Mugen/Honda | 57     | + 1.027         | 5    | 6      |
| 3      | 6  | Ralf Schumacher       | Williams-Supertec  | 57     | + 7.012         | 8    | 4      |
| 4      | 9  | Giancarlo Fisichella  | Benetton-Playlife  | 57     | + 33.418        | 7    | 3      |
| 5      | 16 | Rubens Barrichello    | Stewart-Ford       | 57     | + 54.698        | 4    | 2      |
| 6      | 14 | Pedro de La Rosa      | Arrows             | 57     | + 1:24.317      | 18   | 1      |
| 7      | 15 | Toranosuke Takagi     | Arrows             | 57     | +1:26.288       | 17   |        |
| 8      | 3  | Michael Schumacher    | Ferrari            | 56     | + 1 volta       | 3    |        |
| Ret    | 23 | Ricardo Zonta         | BAR-Supertec       | 48     | Câmbio          | 19   |        |
| Ret    | 20 | Luca Badoer           | Minardi-Ford       | 42     | Câmbio          | 21   |        |
| Ret    | 10 | Alexander Wurz        | Benetton-Playlife  | 28     | Suspensão       | 10   |        |
| Ret    | 12 | Pedro Paulo Diniz     | Sauber-Petronas    | 27     | Transmissão     | 14   |        |
| Ret    | 21 | Marc Gené             | Minardi-Ford       | 25     | Acidente        | 22   |        |
| Ret    | 19 | Jarno Trulli          | Prost-Peugeot      | 25     | Acidente        | 12   |        |
| Ret    | 18 | Olivier Panis         | Prost-Peugeot      | 23     | Roda            | 20   |        |
| Ret    | 1  | Mika Häkkinen         | McLaren-Mercedes   | 21     | Acelerador      | 1    |        |
| Ret    | 5  | Alessandro Zanardi    | Williams-Supertec  | 19     | Rodada          | 15   |        |
| Ret    | 2  | David Coulthard       | McLaren-Mercedes   | 15     | Pane hidráulica | 2    |        |
| Ret    | 22 | Jacques Villeneuve    | BAR-Supertec       | 14     | Aerofólio       | 11   |        |
| Ret    | 7  | Damon Hill            | Jordan-Mugen/Honda | 0      | Acidente        | 9    |        |
| Ret    | 11 | Jean Alesi            | Sauber-Petronas    | 0      | Câmbio          | 16   |        |
| DNS    | 17 | Johnny Herbert        | Stewart-Ford       | 0      | Não largou      | 13   |        |
| Fonte: |    |                       |                    |        |                 |      |        |

## Tabela do campeonato após a corrida
| Pos. | Piloto                | Pontos |
| ---- | --------------------- | ------ |
| 1    | Eddie Irvine          | 10     |
| 2    | Heinz-Harald Frentzen | 6      |
| 3    | Ralf Schumacher       | 4      |
| 4    | Giancarlo Fisichella  | 3      |
| 5    | Rubens Barrichello    | 2      |

| Pos. | Construtor         | Pontos |
| ---- | ------------------ | ------ |
| 1    | Ferrari            | 10     |
| 2    | Jordan-Mugen/Honda | 6      |
| 3    | Williams-Supertec  | 4      |
| 4    | Benetton-Playlife  | 3      |
| 5    | Stewart-Ford       | 2      |

- Nota: Somente as primeiras cinco posições estão listadas.